# Pyrausta louvinia
Pyrausta louvinia là một loài bướm đêm trong họ Crambidae.